# Юг Руси
«Юг Руси» — российская агропромышленная группа. Головная компания группы — Общество с ограниченной ответственностью «Юг России». Штаб-квартира — в Ростове-на-Дону.

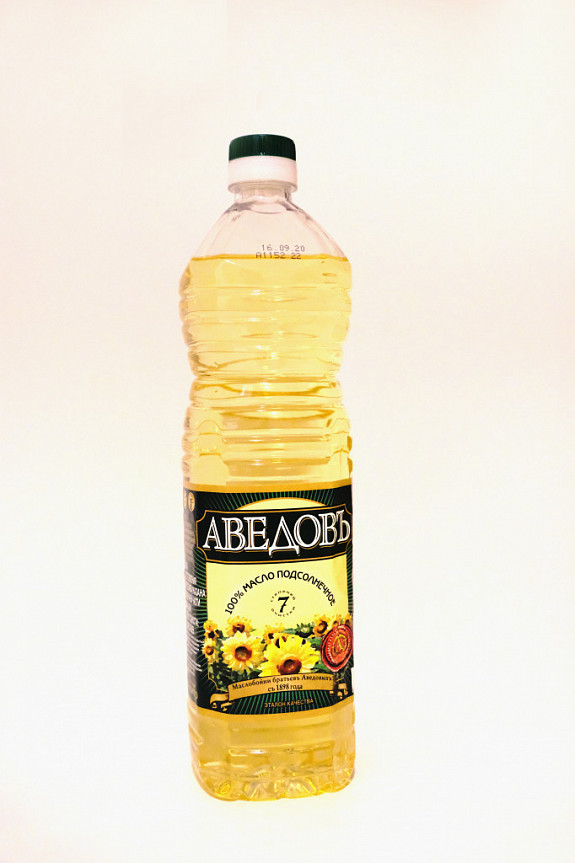
Растительное масло «Аведовъ» компании «Юг Руси»

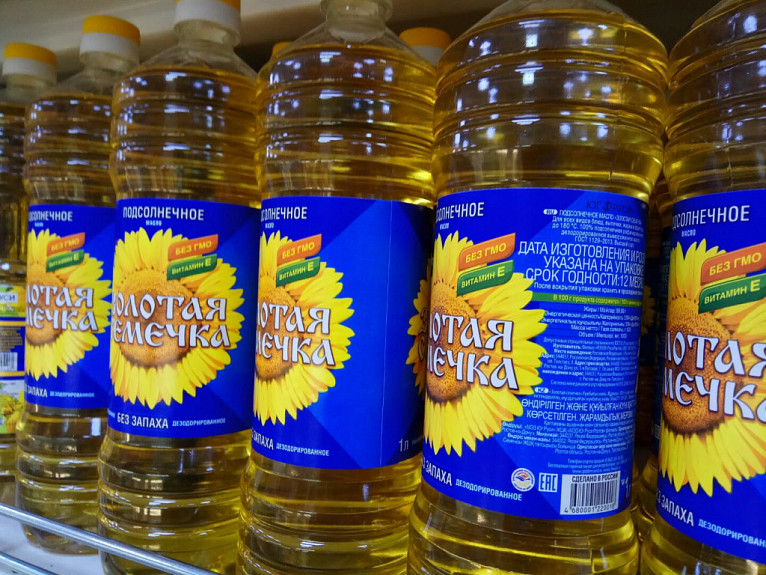
Растительное масло «Золотая семечка» компании «Юг Руси»

## История
Компания была создана в 1992 году Сергеем Кисловым и первоначально специализировалась на производстве и экспорте муки (по воспоминаниям основателя, первая сделка была с 2 т муки). В 1996 году компания запустила свой портовый терминал на Дону, а в 1999 году — первую маслобойню (и то и другое — в Ростове-на-Дону). В 2000 году на рынок был запущена марка «Золотая семечка».
С 2001 года группа начала заниматься сельскохозяйственным предпринимательством, приобретя земли в Ростовской области.
В 2008 году было включено в список системообразующих предприятий (по отрасли пищевой промышленности и агропромышленного комплекса) для получения господдержки.

## Собственники и руководство
Головной компанией «Юга Руси» является кипрская Yug Rusi Group Plc. По данным на весну 2011 года, 99 % этой компании принадлежало президенту «Юга Руси» Сергею Кислову, по 0,17 % — его отцу Василию Кислову, Валентине Кисловой, менеджерам группы Дмитрию Грабу и Оксане Худолей, а также голландской Comple Holding B. V., а ещё 0,15 % — Владимиру Ткаченко.
Сергей Кислов был включен в список миллиардеров Forbes, и входит в сотню богатейших бизнесменов России.
30 августа 2023 года генеральным директором головных структур группы ООО «МЭЗ Юг Руси» и ООО «Юг Руси» стал Камиль Музафаров, сменив на посту главы Дмитрия Кислова. В ноябре 2023 контроль над «Югом Руси» получило ООО «Ресурс» Музафарова.

## Деятельность
Группа занимается продажей и переработкой зерна, производством растительного масла (марки «Золотая семечка», «Сто рецептов», «Злато», «Аведовъ») и других продуктов питания. В состав группы входит 20 сельскохозяйственных предприятий Ростовской, Волгоградской областей и Краснодарского края (площадь земельных угодий более 200 тысяч га, в том числе 150 тысяч га под пашней), 6 маслозаводов (в том числе крупнейший в мире Ростовский), хлебозаводы (контролируют 70% рынка Ростова-на-Дону), Земкомбанк, производство гофротары, ипподром. Также группе принадлежат зерноперевалочные терминалы в Ростовском речном порту и в порту Кавказ.
В 2008 году оборот группы составил 25 млрд рублей, в 2009 году — 31,9 млрд рублей, и в 2012 году составил 56,1 млрд руб. По данным Института конъюнктуры аграрного рынка, «Юг Руси» занимал первое место среди производителей фасованного растительного масла России (около трети рынка), лидировал в экспорте масла и замыкал тройку крупнейших экспортёров российского зерна.
В 2013 году Сергей Кислов выступил одним из инициаторов полного запрета оборота ГМО в России, заявив что «влияние ГМО не изучено медицински». Однако заявленной целью запрета является защита Российского агропромышленного комплекса.
Группа компаний «Юг Руси» владеет «Агро-ТВ» (телеканал посвящён аграрному бизнесу и жизни на селе) и информационно-аналитическим порталом и торговой площадкой для аграриев Agro2b.ru.